# Patellapis pubens
Patellapis pubens är en biart som först beskrevs av Raymond Benoist 1964.  Patellapis pubens ingår i släktet Patellapis och familjen vägbin. Inga underarter finns listade i Catalogue of Life.